# Eufernaldia cadarellus
Eufernaldia cadarellus là một loài bướm đêm trong họ Crambidae.